# 真田幸昌
真田 幸昌（さなだ ゆきまさ）は、江戸時代前期の武将である。真田信繁（幸村）の嫡男、母は竹林院（大谷吉継の娘）。通称は大助で、『真田十勇士』などの講談では真田 大助の名で登場する。

## 生涯
父・信繁が関ヶ原の戦いの後に高野山に流され、紀伊国九度山に蟄居していた時期に生まれる。
慶長19年（1614年）、父とともに九度山を脱出して大坂城へ入った。翌年の大坂夏の陣で道明寺の戦いに出陣して、敵の武将の首を取ったが、手傷を負い、主君の豊臣秀頼が和議を検討しているという噂があるからそれを阻止するようにと父に言い含められて、秀頼を見届けるように命じられた。この時、幸昌は父に最後まで付き従うつもりだったが、父の命令には逆らえず、やむなく大坂城に引き返したとされる。
大坂城落城時、まだ若年であり、また豊臣に特別な恩顧もないことから速水守久らから脱出を勧められたが拒絶して、秀頼の切腹に殉ずることにした。死の経緯については諸説あるが、幸昌は「我は真田左衛門佐信繁の倅なり」と叫んで介錯を加藤弥平太に頼み切腹したとも、加藤と刺し違えたとも云う。また別説の『武辺咄聞書』『老将座談』では（幸昌は13歳の児小姓とされているため）秀頼の命で加藤と武田左吉が（幸昌の）介錯をするように定められたともする。いずれにしても、幸昌の殉死は美談として有名である。
また享年についても13から16の間で諸説ある。
墓所は和歌山県九度山町の善名称院ほか。また、父の信繁同様に各地に生存伝説が残る。
現在の大阪城の淀殿、豊臣秀頼らの自害の地に建てられた地蔵の前に、淀殿や秀頼、大野治長と並んで真田幸昌（大助）の名前も記されている。鹿児島市谷山には幸昌が逃がしたとされる秀頼の墓が残されている。

## 登場する作品
小説
- 都筑道夫『魔海風雲録』（1954年）

映画ドラマ
- 『風雲急なり大阪城 真田十勇士総進軍』（1957年、映画、演：湊幹）
- 『風雲真田城』（1964年、TBS、演：千草健）
- 『真田十勇士』（1975年、NHK人形劇、声：里見京子）
- 『真田太平記』（1985年、NHK木曜時代劇、演：小野隆（少年期）→ 片岡孝太郎）
- 『家康が最も恐れた男 真田幸村』（1998年、テレビ東京、演：目黒正樹）
- 『真田十勇士』（2013年、舞台、演：渡部秀）
- 『真田十勇士』（2014年、舞台、演：中村蒼）
- 『真田十勇士』（2016年、舞台、演：望月歩）
- 『真田丸』（2016年、NHK大河ドラマ、演：浦上晟周）